# Alfa Nero
Die Alfa Nero ist eine der größten privaten Megayachten der Welt. In der Liste der längsten Motoryachten belegt sie Platz 86 (Stand: 2019).
Die Alfa Nero gehörte lange dem russischen Milliardär Andrei Gurjew. Seit August 2024 gehört sie der FEMA Marine SA in Neuchatel. Die Yacht wurde verkauft und das Geld einbehalten.

## Entwicklung
Der Stapellauf der Yacht war im Jahr 2007. Die Innenausstattung stammt von dem Designer Alberto Pinto. Ursprünglich war sie für den griechischen Stahlmagnaten Theodore Angelopoulos gebaut worden. Das Schiff sollte dann aber im September 2009 für 190 Millionen $US verkauft werden. Da sich kein Käufer fand, wurde der Preis auf 115 Millionen gesenkt. Im Jahr 2014 kaufte sie dann Andrei Gurjew.

## Ausstattung
Die Yacht hat bei einer Reisegeschwindigkeit von 14 Knoten eine Reichweite von rund 5.500 Seemeilen. Die Höchstgeschwindigkeit wird mit etwa 20 Knoten angegeben. Das Schiff besitzt ein Helipad. Die Yacht besitzt Platz für 12 Gäste und 26 Besatzungsmitglieder.